# Thronende Madonna

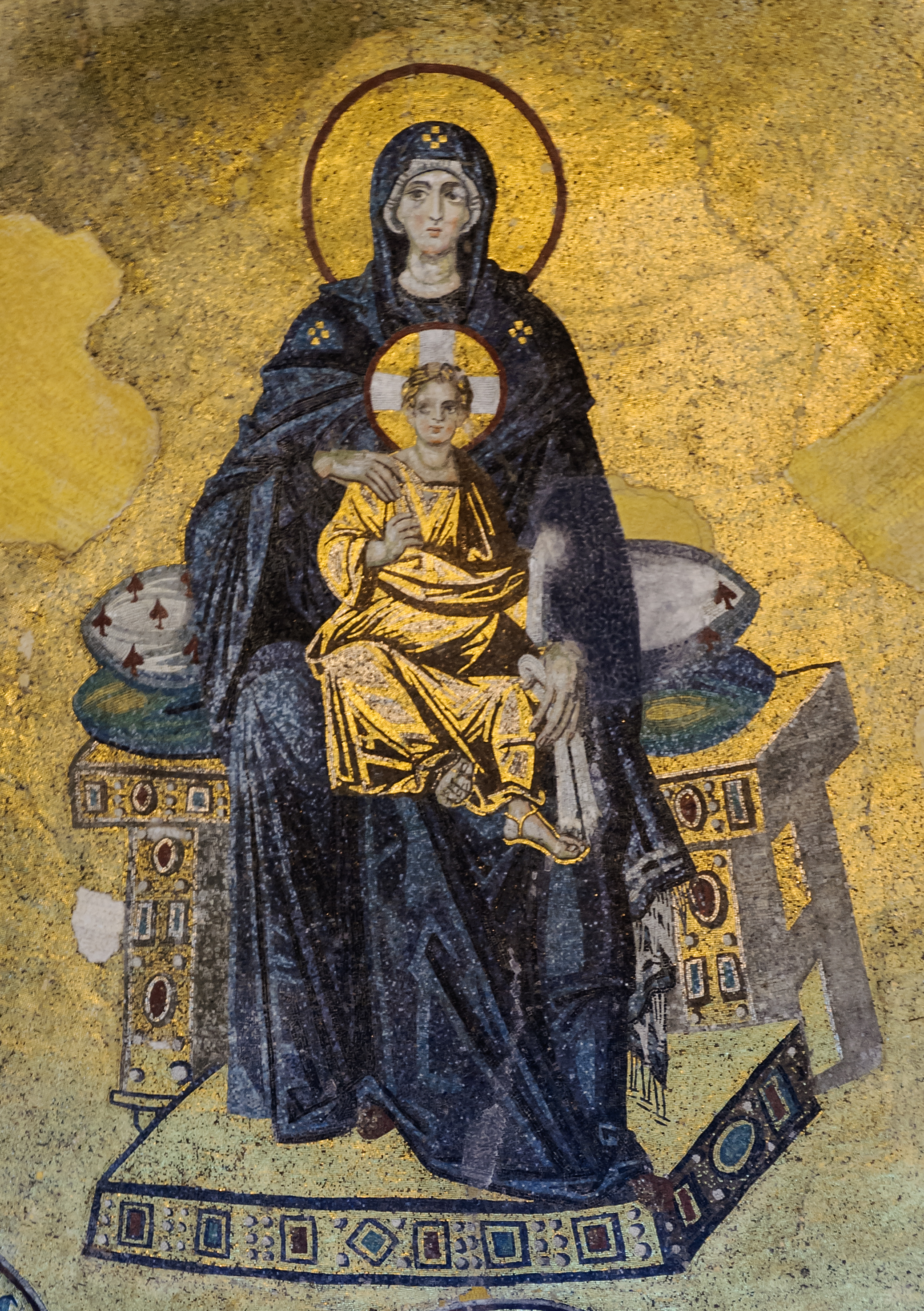
Apsismosaik der Nikopoia in der Hagia Sophia, Istanbul, 867

Die Thronende Madonna (griech. Νικοποια (Nikopoia, auch: Nikopea, Nikopeia, Nicopeia), von griech. νίκη Sieg und ποιεῖν machen, herstellen, die „Siegbringende“) ist in der byzantinischen Ikonografie ein bestimmter Typus eines Marienbildes, der im Westen bis ins 13. Jahrhundert zum bedeutendsten autonomen Marienbild wurde.

## Der Name
Die Bezeichnung Nikopoia soll darauf zurückgehen, dass ein byzantinischer Herrscher namens Nikephoros (Der Sieg bringende) ein in dieser Weise gestaltetes Gnadenbild auf seinen Feldzügen mitführte.

## Ikonografie

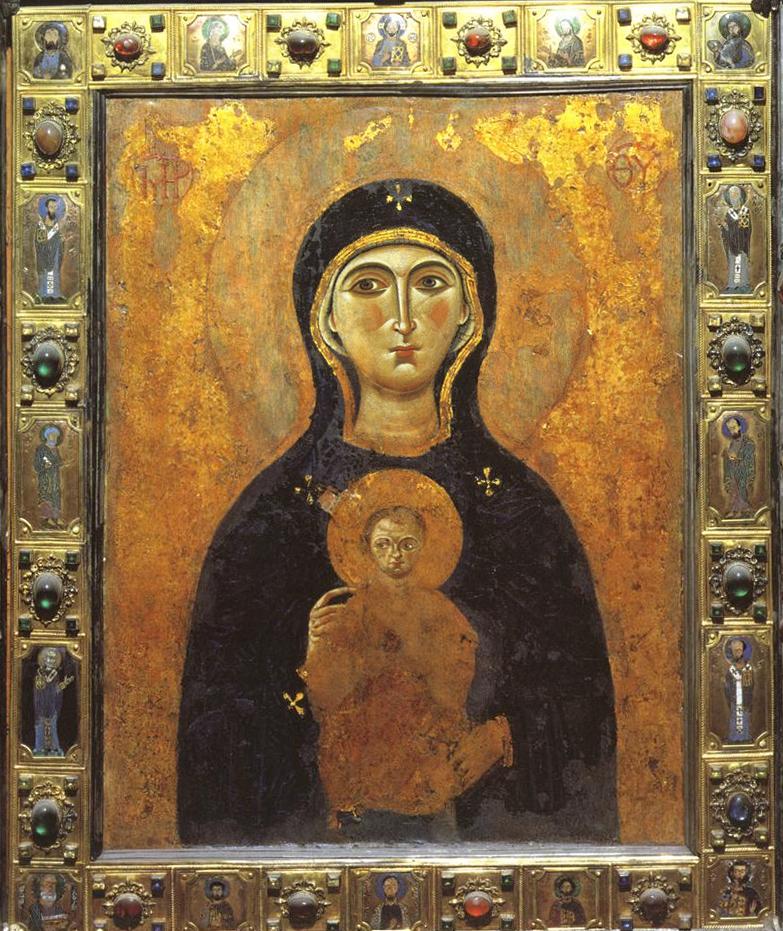
Nikopoia, byzantinische Ikone, Kriegsbeute des vierten Kreuzzuges, heute in der Cappella della Madonna Nicopeia im Markusdom

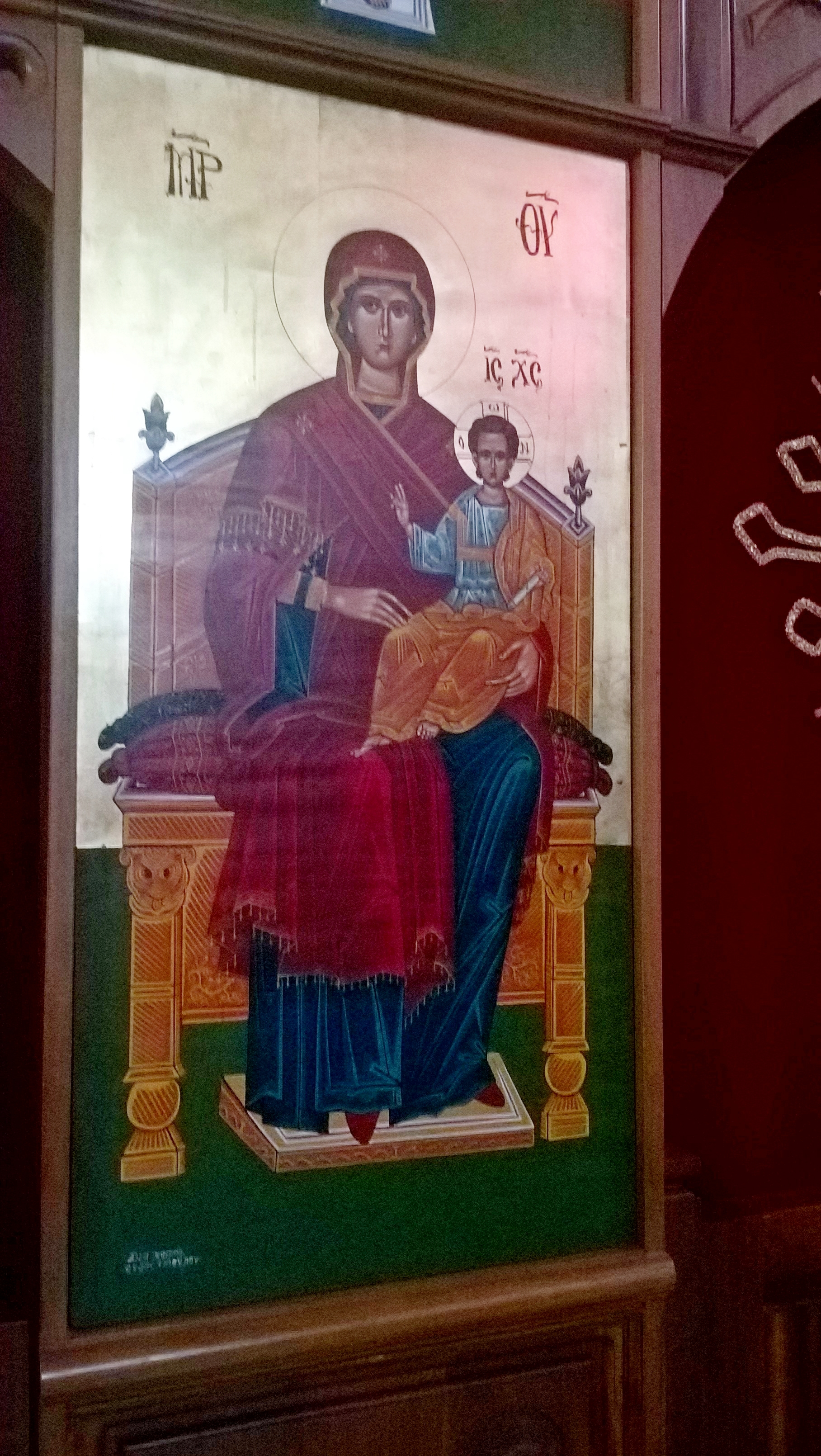
Byzantinische Ikone in der Chiesa SS. Pietro e Paolo in San Cosmo Albanese, Kalabrien, 20. Jahrhundert

Die Mutter Gottes wird als Basilissa oder Kaiserin auf einem Thron mit üppigen Kissen sitzend, mit dem Jesuskind auf dem Schoß dargestellt. Ihre rechte Hand liegt auf der Schulter des Jesuskindes, die linke auf seinem Knie. Während die rechte Hand des Kindes segnend erhoben ist, hält es in der Linken (auf frühen Bildern seltener) die Buchrolle, Symbol der Macht. Die Feierlichkeit wird durch die frontale Statik von Mutter und Sohn auf der gleichen vertikalen Achse dargestellt.
Im byzantinischen Zeitalter folgte die Kleidung der Madonna starren Schemen. Die Haare wurden durch eine weiße Kappe verdeckt. Sie selbst war mit einer roten Tunika und darüber einem blauen manchmal mit drei Sternen bestickten Mantel bekleidet und trug rote Schuhe oder Pantoffel. Diese Art die Madonna darzustellen sollte die in Italien in den darauf folgenden Jahrhunderten erfolgreichste und am weitesten verbreitete werden.
Marias göttliche Mutterschaft wird bei jüngeren Darstellungen durch zwei Abbreviaturen auf beiden Seiten des Kopfes bezeugt: „MP ΘY“, für „Μητὴρ Θεοῦ“ (Mutter Gottes).
Diese Darstellungsform findet sich
- in byzantinischer Zeit (4.–15. Jahrhundert) als Maria lactans („stillende Gottesmutter“, griech. Galaktotrophousa, „seliger Schoß“)
- ab der Romanik (in Italien ab dem 13. Jahrhundert) als Sedes sapientiae („Sitz der Weisheit“), oder als Maestà („Herrscherin“) umgeben von Engeln oder Heiligen
- in der Renaissance Italiens (15.–16. Jahrhundert) in Form der Sacra conversazione („heilige Unterredung“), von Heiligen umgeben
- im Barock der Gegenreformation (17.–18. Jahrhundert) dann wieder als Regina caeli („Königin des Himmels“),

die beiden letzteren auch als stehende Madonnen.

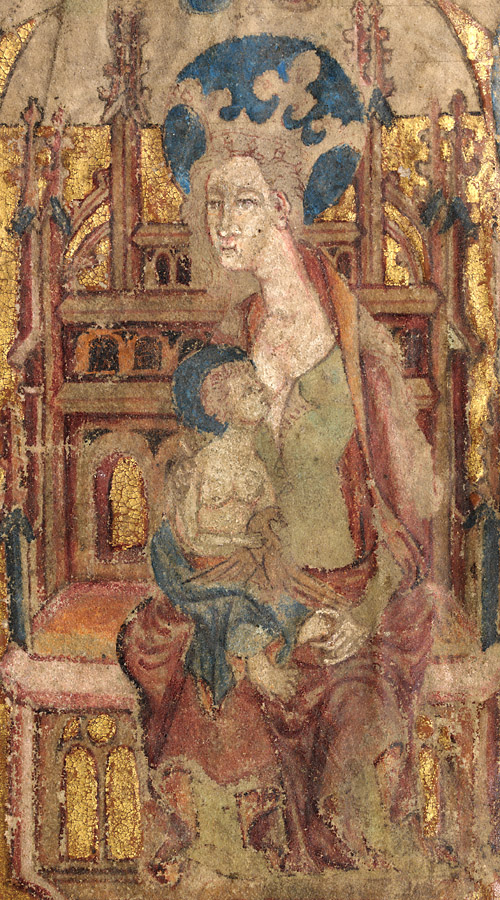
Maria lactans, Llanbeblig Hours, (f. 4r.), (1390–1400)
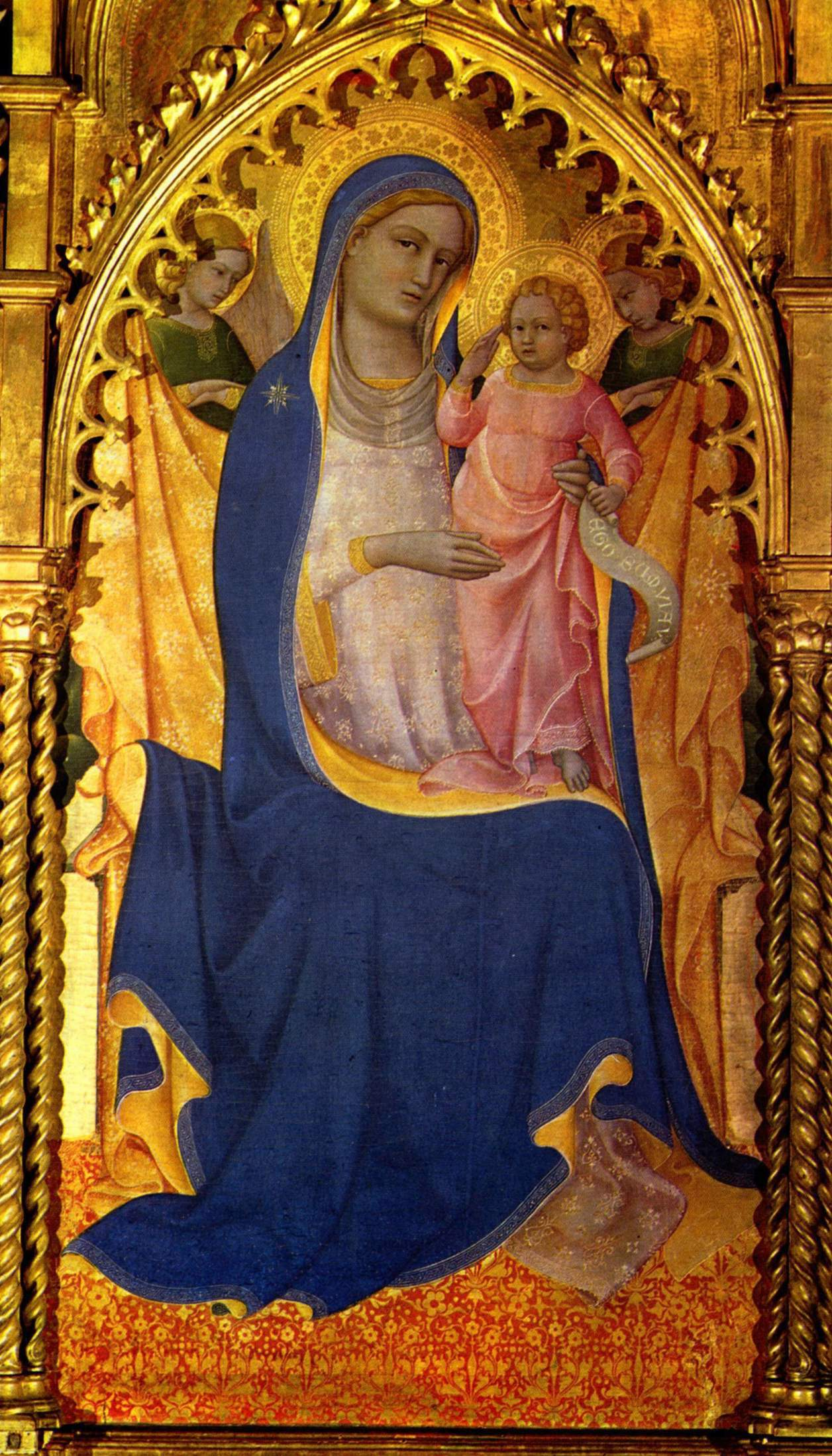
Sedes sapientiae; Lorenzo Monaco: Mitteltafel des Monte Oliveto-Altars (um 1410)
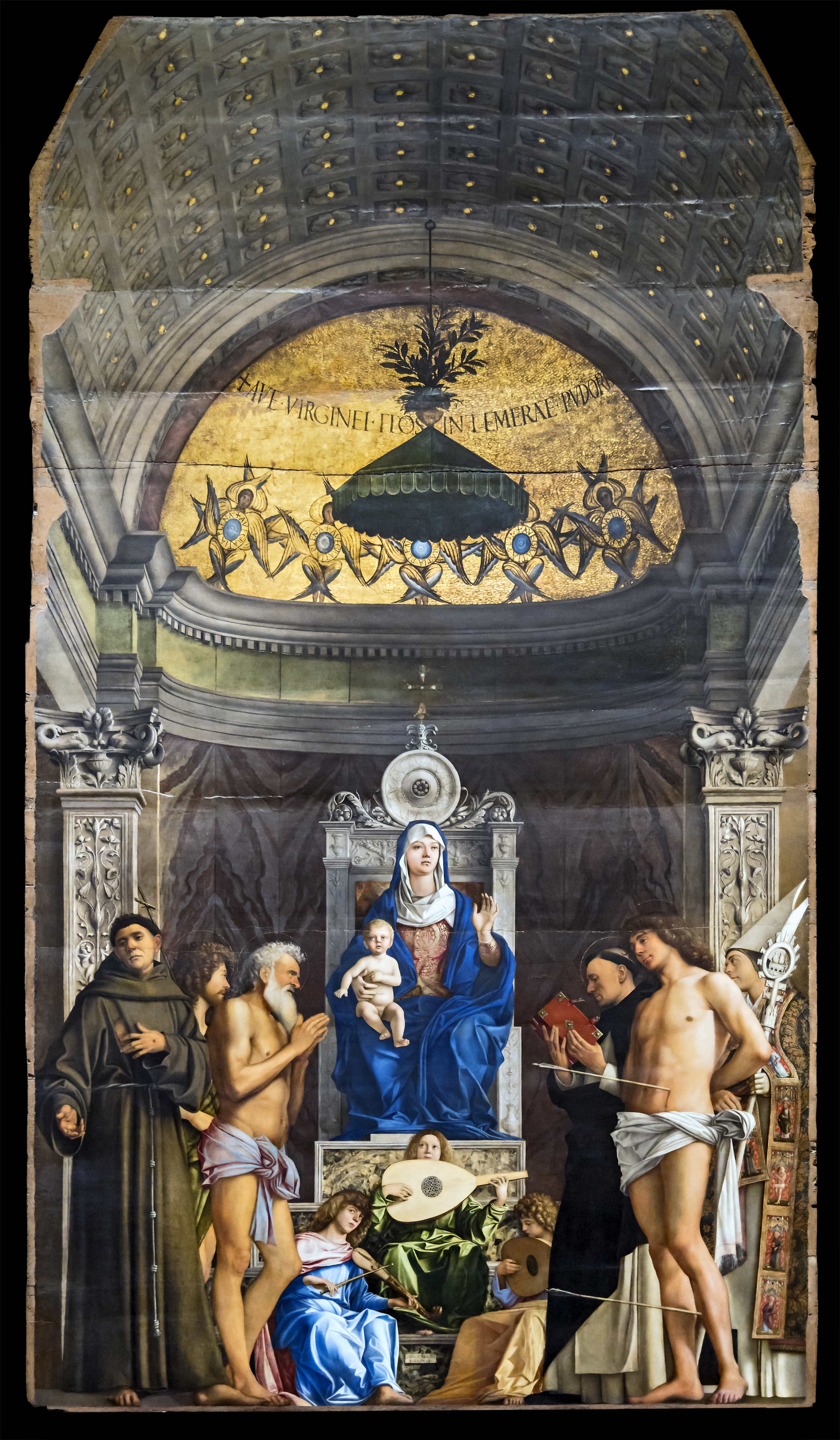
Giovanni Bellini: Pala di San Giobbe (Sacra Conversazione), Venedig, 1487–1488, Gallerie dell’Accademia, Venedig
Maria Himmelskönigin, Meister der Lucialegende, etwa 1485 bis 1500

### Variante
Eine Variante der Nikopoia ist die Kyriotissa (griech. „Mutter des Herrn“), ein byzantinischer Madonnen-Bildtypus, bei dem Maria aufrecht steht und das Jesuskind an ihre Brust drückt.

## Ikonografische Geschichte

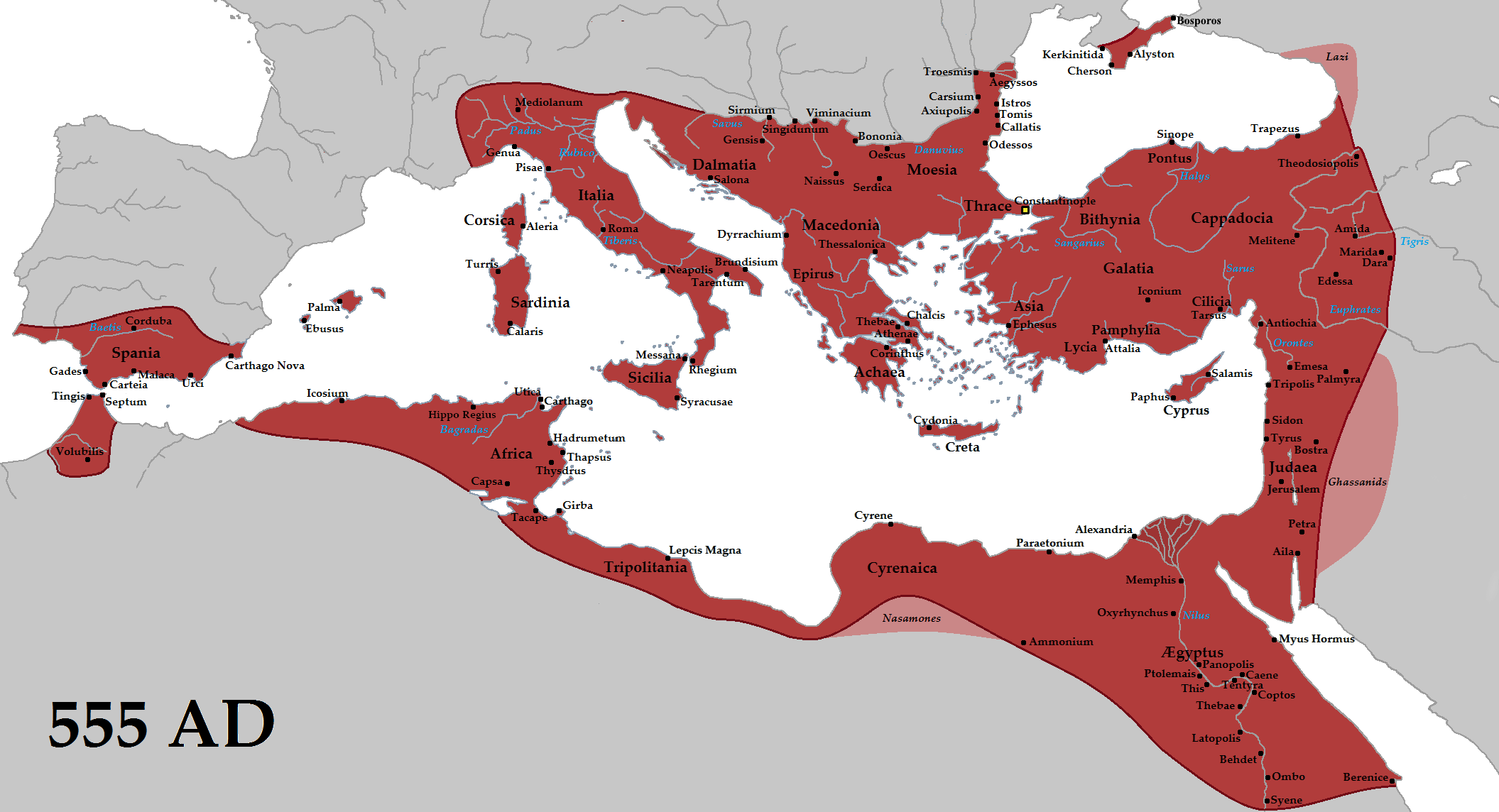
Das Byzantinische Reich unter Justian I.

Dieser „triumphale Typus“ setzte sich 431 nach dem Konzil von Ephesos durch. Der Prototyp scheint byzantinischen Ursprungs zu sein, da dieser ikonografische Typus in allen Gebieten zu finden ist, in denen die byzantinische Kunst Fuß fassen konnte. Man findet ihn in Syrien, Kappadokien, Ägypten, Karthago, Italien, Russland, Rumänien und Bulgarien.
Unter den Ikonen des 6. Jahrhunderts gibt es nur zwei in gutem Zustand erhaltene, die eine im Katharinenkloster im Sinai in Ägypten und die andere, Madonna della Clemenza genannt, in der Chiesa Santa Maria in Trastevere in Rom. In beiden Darstellungen ist Maria als Königin der Engel und Heiligen dargestellt.

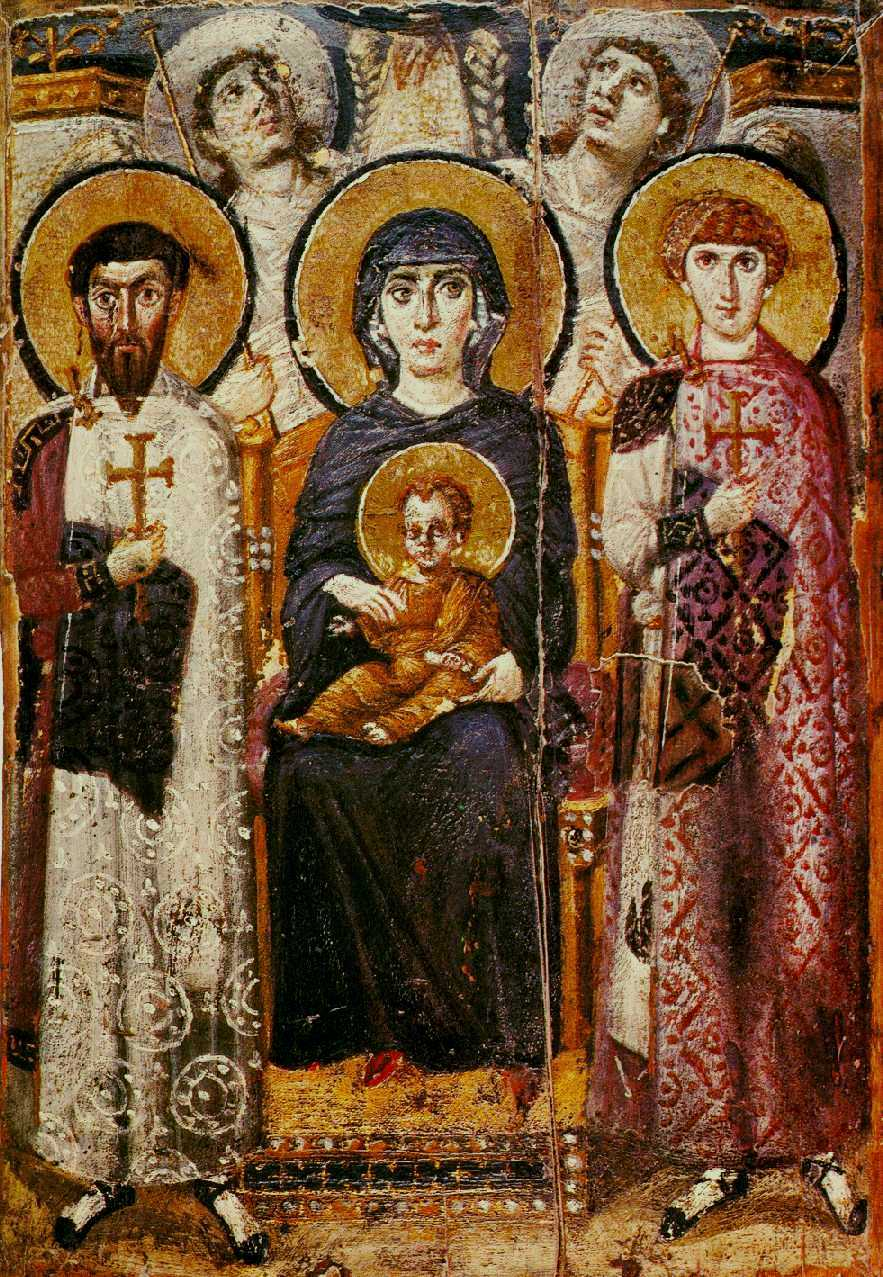
Maria als Nikopoia mit dem Jesuskind auf dem Schoß auf einem Juwelenthron sitzend, umgeben von den Erzengeln Gabriel und Michael und den Märtyrern Georg und Theodor im Katharinenkloster
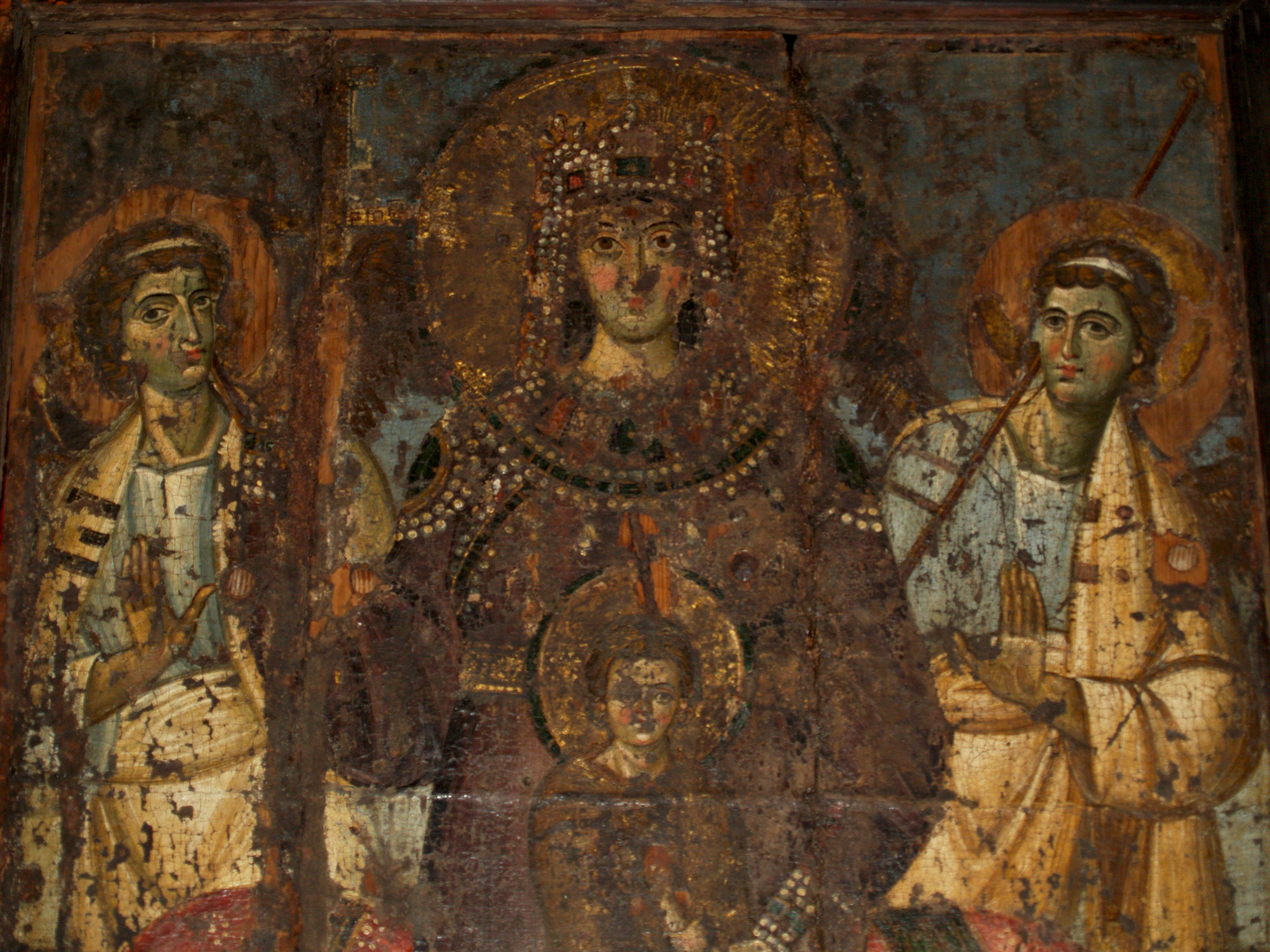
Maria als Basilissa mit dem Jesuskind auf dem Schoß auf einem Juwelenthron sitzend, umgeben von zwei Schutzengeln

Seit der Herrschaftszeit von Justinian I. (527–565) findet man den Typus in der Sophienkirche in Konstantinopel, in der Basilika Sant’Apollinare Nuovo in Ravenna u. a. m.

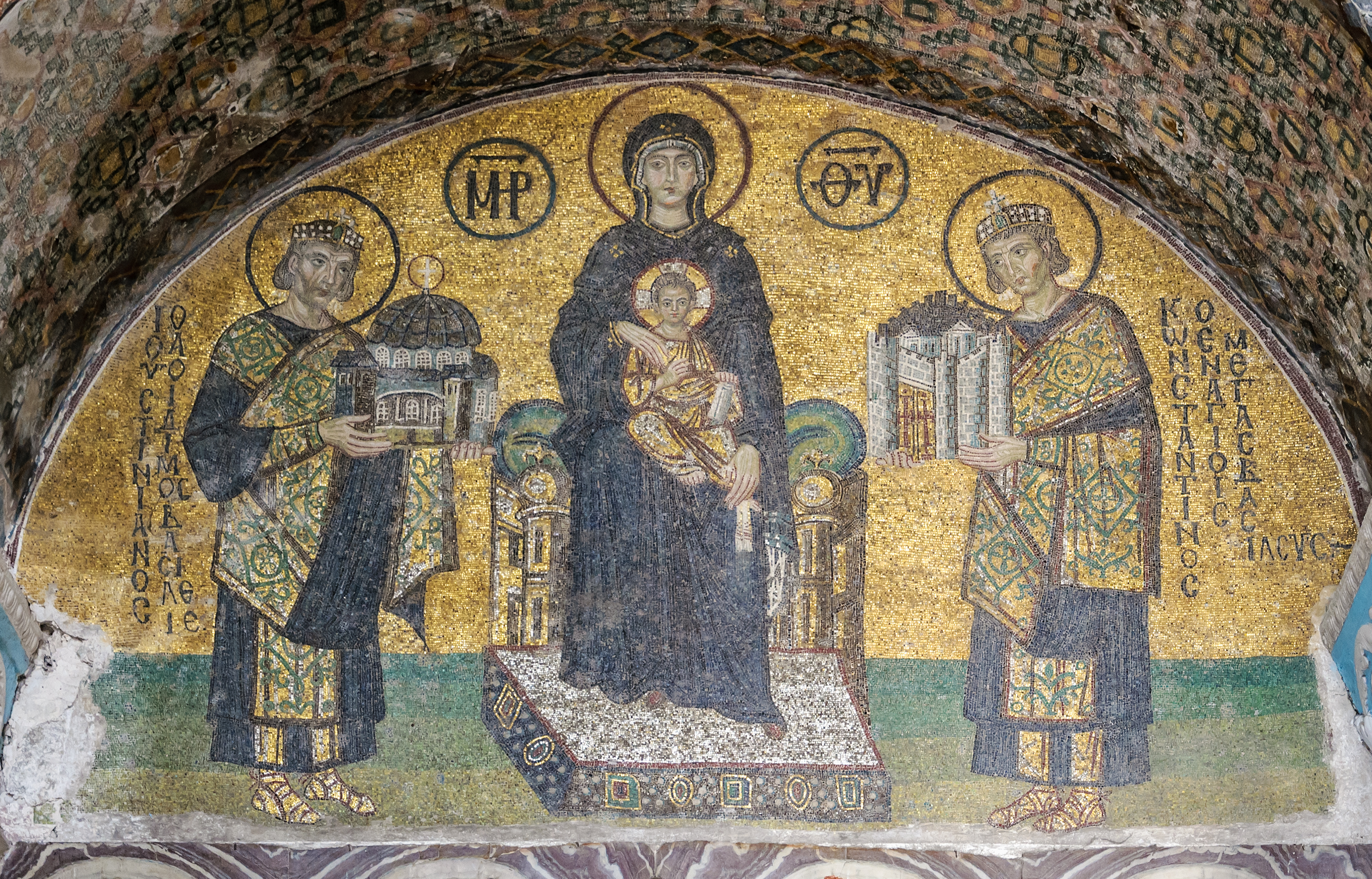
Stiftermosaik, 11. Jh. Maria als Nikopoia, umgeben vom Kirchenstifter Kaiser Justinian mit dem Modell der Hagia Sophia und von Kaiser Konstantin als Stadtgründer mit dem Modell Konstantinopels
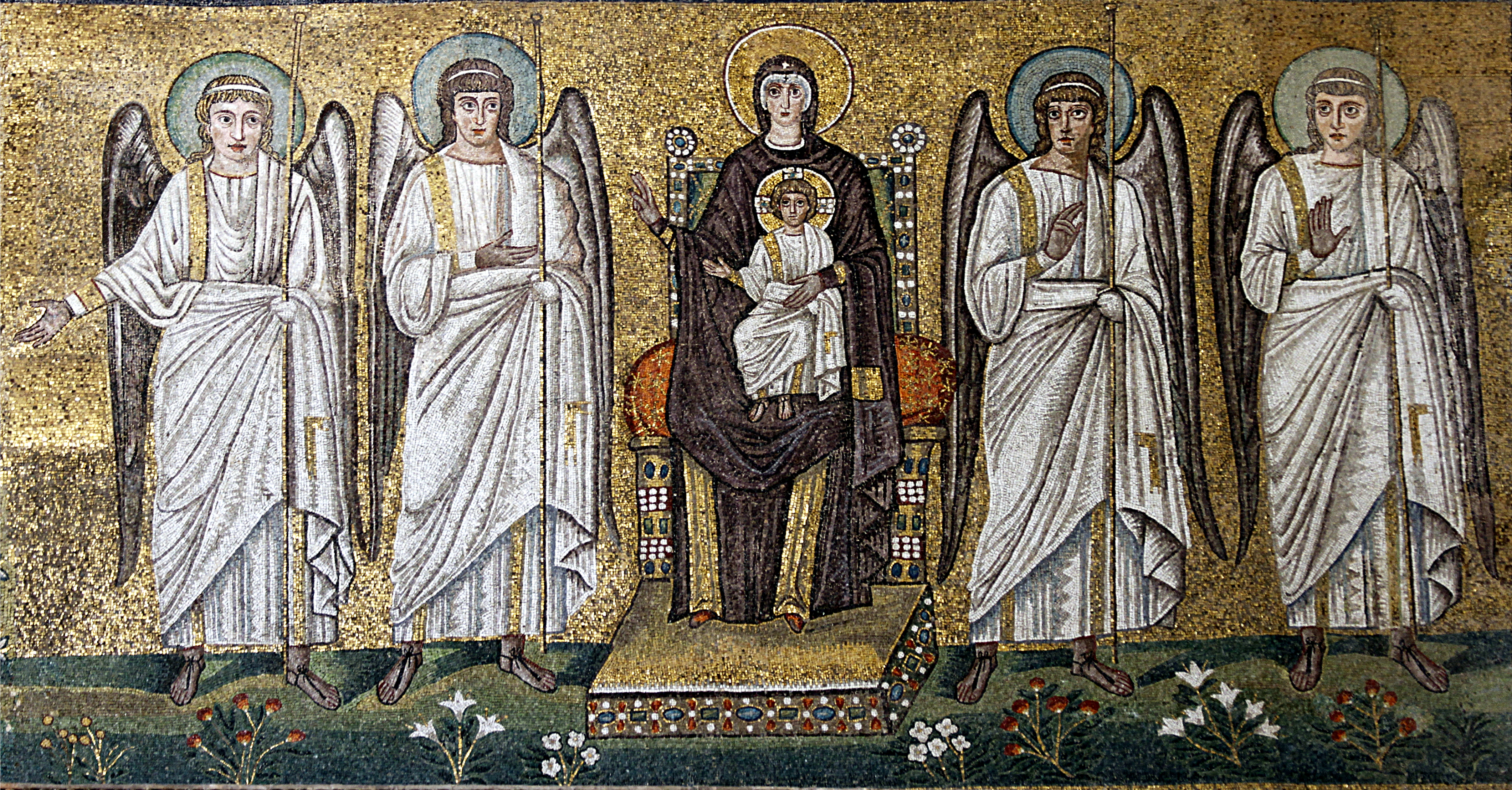
Nikopoia mit dem Jesuskind, umgeben von Engeln, Basilika Sant’Apollinare Nuovo

Nach den ikonoklastischen Kämpfen unter Leo III. und Konstantin V. wurde die Rolle der Maria als Mutter von Jesus mit dem Zweiten Konzil von Nicäa (787) verstärkt. Sie sollte die gleiche Rolle ihres Sohnes, König der Christen, erhalten. Als Königin auf dem Thron sitzend erhielt sie den Ehrenplatz in der Halbkugel der zentralen Apsis der Kirchen.

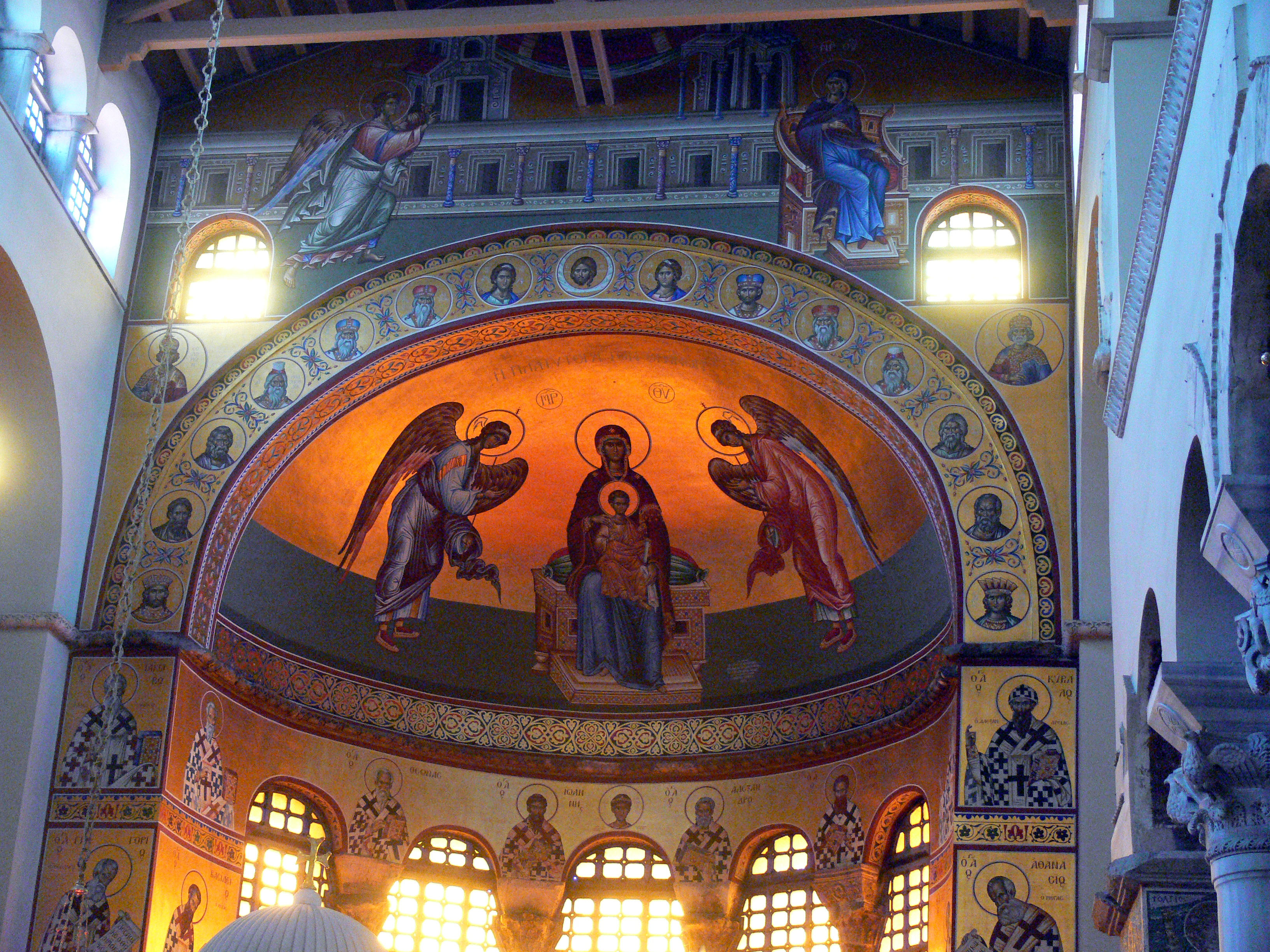
Die Theotokos Nikopoia mit dem Jesuskind auf dem Schoß zwischen Engeln, Apsis in der Hagios-Demetrios-Kirche in Thessaloniki
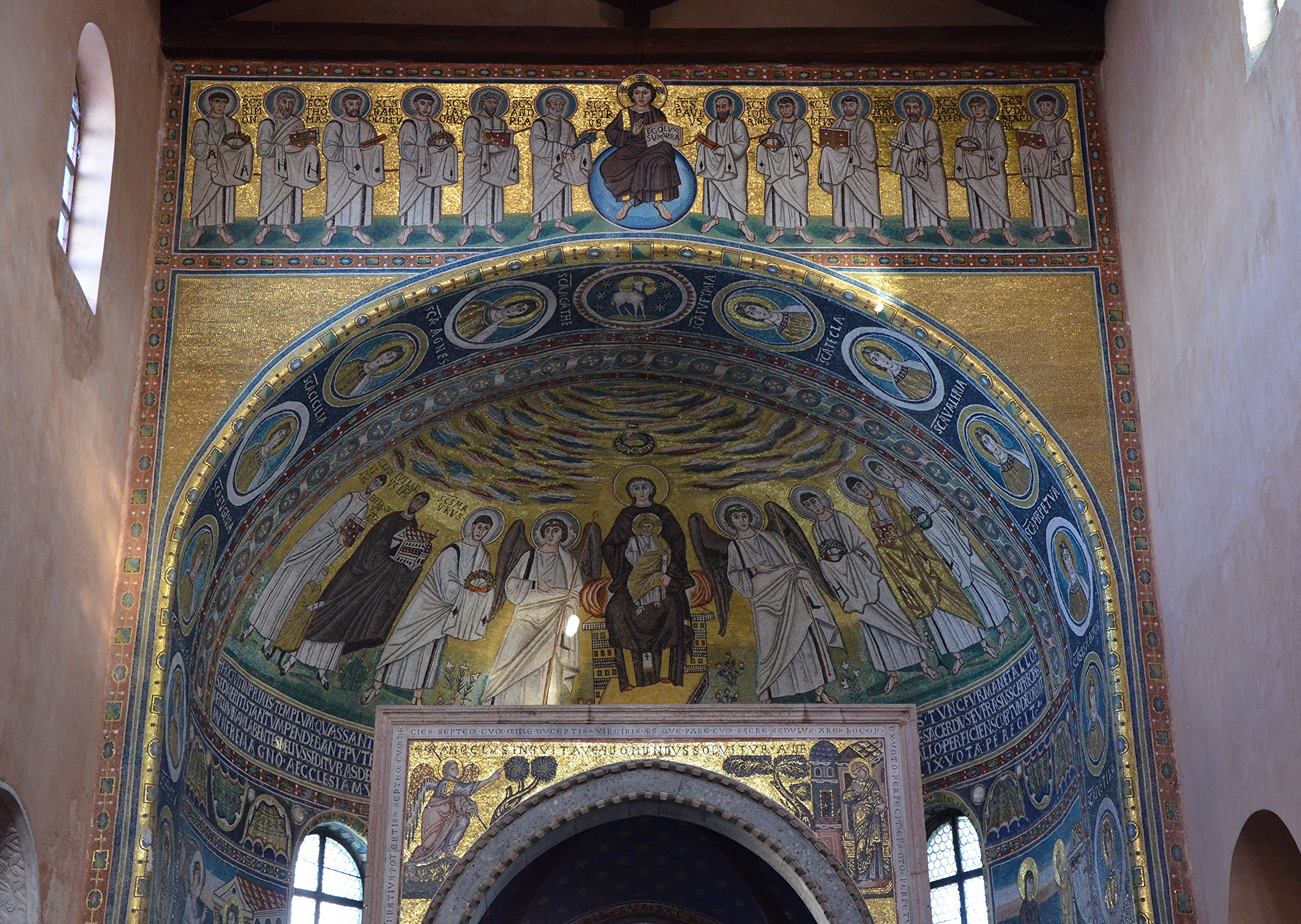
Nikopoia mit dem Jesuskind, umgeben von Engeln und Märtyrern, dem Bischof Euphrasius und dem Diakon, Apsis in der Euphrasius-Basilika in Poreč
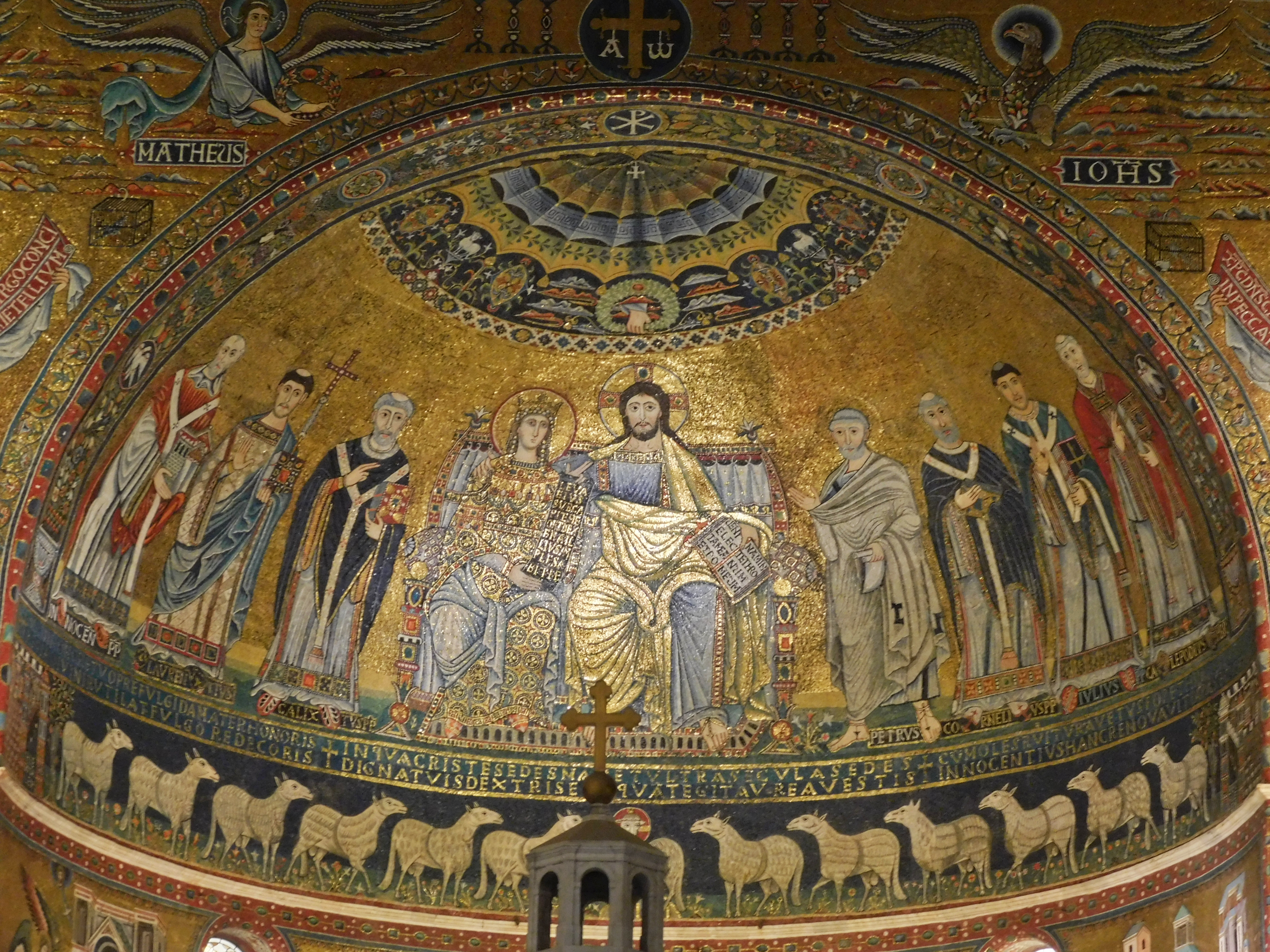
Maria als Basilissa sitzt neben ihrem Sohn

## Plastische Darstellung in Europa
Die sakrale Skulptur der Madonna mit Kind im Pommerschen Landesmuseum in der Hansestadt Greifswald gehört ebenfalls zu den Thronenden Madonnen. Vergleichbar ist diese Skulptur mit Thronenden Madonnen mit Kind aus Frankreich aus dem 13. Jahrhundert. Bis um 1300 erfährt dort diese Darstellung, vor allem in der Stein- und Holzbildnerei sowie in der Elfenbeinschnitzkunst, eine Blüte. Ein Beispiel dafür ist die Madonna aus der Sammlung Corroyer, welche aus Nussbaumholz gefertigt wurde und heute zum Bestand des Musée du Louvre gehört. Ebenfalls als Beispiele für den gleichen Typus im europäischen Norden kann eine Madonnenskulptur aus Överselö (erste Hälfte 14. Jahrhundert, Schweden) oder die Thronmadonna aus dem St. Annen Museum in Lübeck angeführt (Anfang 14. Jahrhundert) werden. Das Motiv des stehenden Christuskindes findet sich auch, zum Beispiel bei der Thronenden Madonna aus dem St. Annen Museum in Lübeck. Das Kompositionsschema dieser Skulptur und auch der Madonna mit Kind aus dem Pommerschen Landesmuseum hat einige Vorbilder in Frankreich, welche zeitlich in das Ende des 13. Jahrhunderts eingeordnet werden können. Bei der Madonna mit Kind aus Mützenow handelt es sich um eine Ausnahme, da das Kind ebenfalls geradeaus schaut und auf den Betrachter blickt.

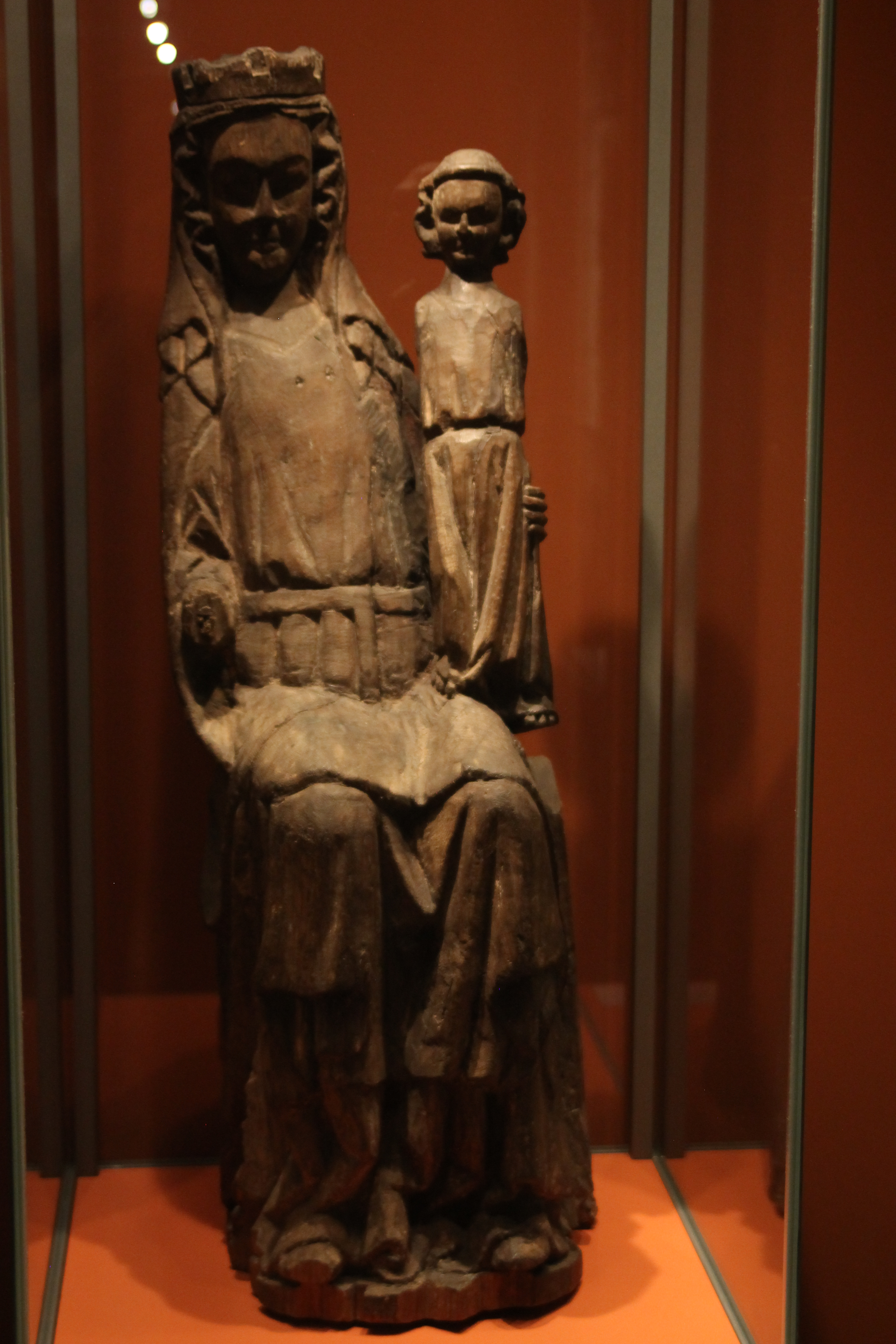
Thronende Madonna mit Kind im Pommerschen Landesmuseum.
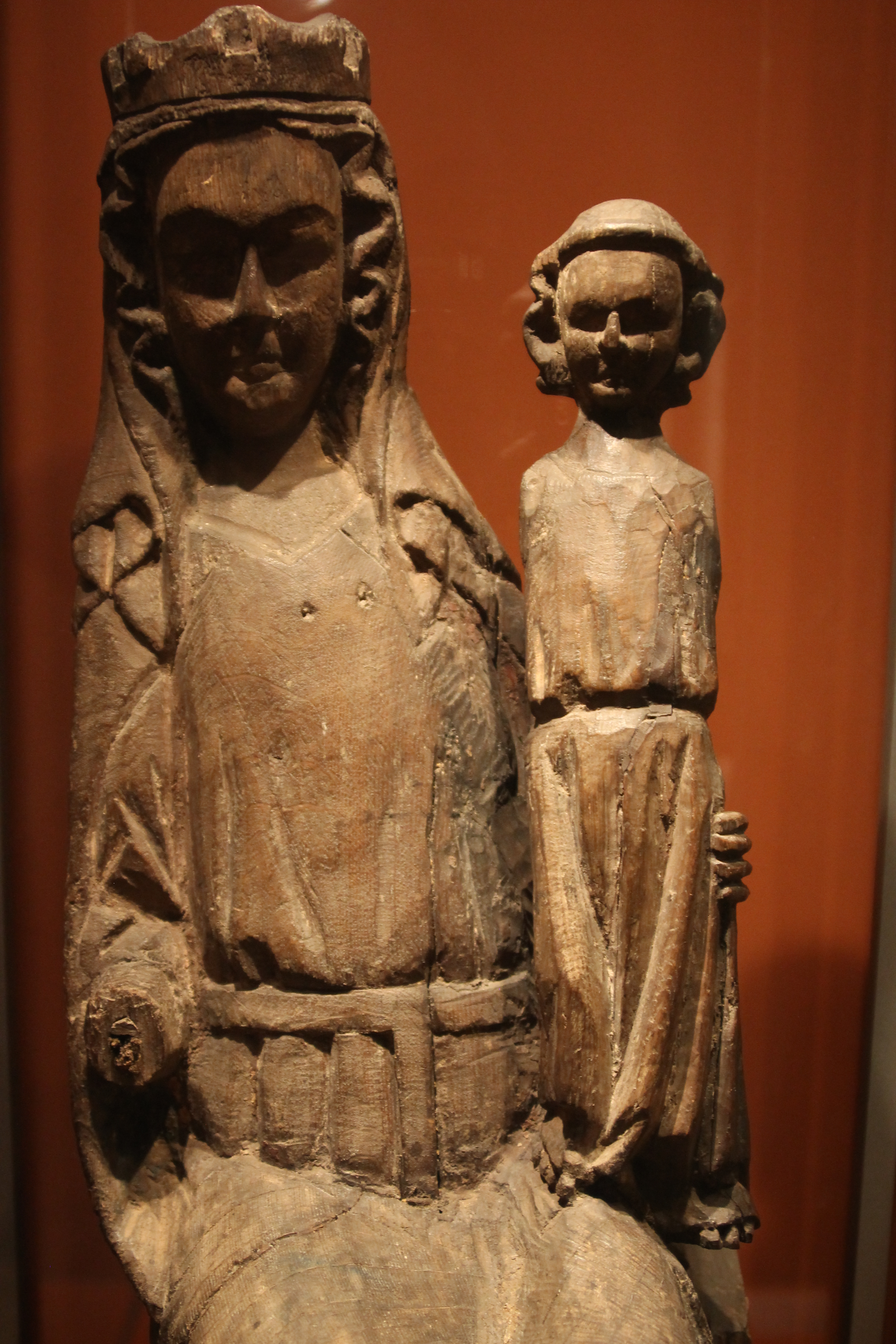
Beide Arme des Kindes und die rechte Hand der Maria fehlen.